# Chagrin Falls
Chagrin Falls az Ohio állambeli Cuyahoga megye egyik faluja az Amerikai Egyesült Államokban. Cleveland külvárosa Ohio északkeleti régiójában. A falu a Chagrin-folyó vízesése körül épült ki. 1844-ben két megye három városából egyesülve jött létre.

## Fekvés
Az Egyesült Államok Népszámlálási Hivatala szerint a falu teljes területe 5,5 km², melyből 5,4 km² szárazföldi, 0,1 km² vízi terület.

## Híres szülöttei
- Tim Conway, komikus színész
- Sonny Geraci, a The Outsiders és a Climax énekese
- Bryan Malessa, regényíró
- Sean McHugh, profi labdarúgó
- Diana Munz, olimpiai aranyérmes úszó
- Brian Robiskie, a Cleveland Browns fogója
- Elena Shaddow, Broadway színésznő, énekes
- Lee Unkrich, filmrendező
- Bill Watterson, a Kázmér és Huba megalkotója
- Scott Weiland, a Stone Temple Pilots és a Velvet Revolver énekese